# Kíra
A Kíra görög eredetű szláv név, a Círus férfinév szláv Kir változatának a női párja, aminek a jelentése úr, uralkodó.

## Rokon nevek
- Kira:[1] a Kíra rövid i-vel írt változata.

## Gyakorisága
Az 1990-es években a Kíra szórványos név volt, a Kira nem volt anyakönyvezhető, a 2000-es években a Kíra a 45-70. leggyakoribb női név, a Kira 2008-ban a 71. helyen állt, előtte nem szerepelt az első százban.

## Névnapok
Kíra, Kira
- július 7.[2]
- augusztus 3.[2]

## Híres Kírák és Kirák
- Kira Kirillovna orosz nagyhercegnő, házassága révén formálisan Németország császárnéja és Poroszország királynéja
- Vaclav Nyizsinszkij és Pulszky Romola idősebb lánya: Kyra
- Jagami Light (夜神月?), művésznevén Kira (キラ?). A Death Note című anime főszereplője. Itt a "Killer" (angolul gyilkos) japános kiejtése a "Kira".
- Kira, valódi nevén Terpszikhoré múzsa, a Xanadu című 1980-as musical fantasy film  Olivia Newton-John által alakított főhősnője.
- Kira Nerys őrnagy, majd ezredes, a Deep Space Nine űrállomás bajori összekötőtisztje a Star Trek: Deep Space Nine sorozatban. A Kira itt vezetéknévként szerepel, nem keresztnévként.

## Érdekességek
- Betűszóként a KIRA elnevezést viseli a Magyar Közút Zrt. által fenntartott, Magyarország teljes közút- és vasúthálózatát nyilvántartó, és más funkciókkal is rendelkező publikus adatbázisa; a betűk a Közlekedési Információs Rendszer és Adatbázis névből erednek (URL-je korábban kira.gov.hu volt, a 2021-ben történt névváltása óta https://kira.kozut.hu). A betűszó nyilvánvalóan nem függ össze szorosan a női névvel, de a kétségtelen hasonlatosságra az adatbázis létrehozói rá is erősítettek azzal, hogy annak logójául egy stilizált női arcot tettek meg.